# Тодор Хаджиниколов
Тодор Хаджиниколов е български художник, пейзажист. Заради характерния маниер на рисуване е наричан „човека със залезите“.

## Биография
Тодор Хаджиниколов е роден в град Пазарджик на 2 февруари 1920 г. в семейство на толстоисти. Като член на това семейство изявява качествата на пацифист и вегетарианец. Хаджиниколов изучава и завършва изобразително изкуство в Художествената академия в София през 1943 г., при професорите Борис Митов и Никола Маринов. Работи като художник в Българската кинематография между 1945 и 1964 г. като постановчик. В сферата на творческите си търсения работи предимно в областта на пейзажа. От 1949 г. участва в някои общи художествени изложби. Има самостоятелни изложби в градовете Пловдив, Пазарджик, Силистра и няколко в София в годините между 1949 и 1985 г.
За обширната си творческа дейност Тодор Хаджиниколов в изложбените зали на колективни изложби в градове като Париж, Москва, Буенос Айрес, Грузия е удостоен на два пъти с орден „Св. св. Кирил и Методий“ II ст. (1970) и I ст. (1980), въпреки факта, че през 50-те години на XX век е бил интерниран в концлагера на остров Белене (1951 – 1953). Това е следствие на няколко вица, разказани на непоходящия човек, за което е донесено на репресивните органи. Арестуват го през пролетта на 1951 г., като го задържат на улица „Загоре“ в София, защото е извикан за „малка справка“. „Обектът“ е освободен от ТВО на 13 август 1953 г., с молба да „бъде утвърдено и разработката да бъде изпратена на Столично управление МВР-ДС София“, по линия на анархо-комунистите.
Пенсионираният вече художник умира вследствие на нанесения му побой, осъществен при грабеж в дома му през 1999 г.

## Награди
Тодор Хаджиниколов е удостоен със следните престижни награди:
- Орден „Св. св. Кирил и Методий“ – II ст. (1970), I ст. (1980);
- Първа награда на пленер в Будапеща (1975);
- Първа награда от изложба в Шчечин (1975).

## Издания
- Хаджиниколов, Тодор. Островът на залезите (Неизпепелени спомени от Белене).   Пловдив, АИ аграрен университет, 2007. с. 124.